# آرایه زمان‌بندی تپ‌اختر اروپا

نشان آرایه زمان‌بندی تپ‌اختر اروپا (EPTA)

آرایه زمان‌بندی تپ‌اختر اروپا (انگلیسی: European Pulsar Timing Array) یا (EPTA) یک همکاری اروپایی برای ترکیب پنج تلسکوپ رادیویی کلاس ۱۰۰ متر برای رصد آرایه‌ای از تپ‌اخترها با هدف ویژهٔ یافتن امواج گرانشی است. این یکی از چندین پروژهٔ آرایهٔ زمان‌بندی تپ‌اختری در حال بهره‌برداری و یکی از چهار پروژهٔ شامل آرایه زمان‌بندی بین‌المللی تپ‌اختر، آرایه زمان‌بندی پالسار پارکس، رصدخانه نانو هرتز آمریکای شمالی برای امواج گرانشی، و آرایه زمان‌بندی تپ‌اختر هند است.

## تپ‌اختر و زمان‌بندی با دقت بالا
تپ‌اخترها ستارگان نوترونی با سرعت در حال چرخش و به شدت مغناطیسی هستند که امواج رادیویی را از قطب‌های مغناطیسی خود منتشر می‌کنند که به دلیل چرخش ستاره در زمین به صورت رشته‌ای از تپش‌ها مشاهده می‌شوند. به دلیل چگالی بسیار بالای ستارگان نوترونی، دوره‌های چرخش آنها بسیار پایدار است، بنابراین زمان رسیدن پالس‌ها بسیار منظم است. این زمان‌های رسیدن (TOA) (زمان ورود) نامیده می‌شوند و می‌توان از آنها برای انجام آزمایش‌های زمان‌بندی با دقت بالا استفاده کرد.
پایداری TOAها از بیشتر تپ‌اخترها به دلیل وجود نویز قهوه‌ای محدود است که به آن «نویز زمان‌بندی» نیز می‌گویند. با این حال، دسته خاصی از تپ‌اخترها به نام تپ‌اخترهای میلی ثانیه‌ای (MSP) هستند که نشان داده شده آن‌ها از نویز زمان‌بندی اندکی رنج می‌برند یا بدون نویز زمان‌بندی هستند. در آزمایش زمان‌بندی برای تشخیص امواج گرانشی MSPهای مختلف بر فراز آسمان امکان آزمایش زمان‌بندی با دقت بالا برای تشخیص امواج گرانشی را فراهم می‌کند.